# 柏杨 (足球运动员)
柏杨（1998年3月6日—），山东淄博人，中国职业足球运动员，司职中场，目前效力于中超球队北京国安。

## 生涯
1998年3月6日，生于山东省淄博市。2010年，进入长春亚泰青训系统接受培养。2018年，从长春亚泰私自出走。2019年，进入沈阳鑫远翔。并于同年加盟穆尔西亚B。2021年，以自由球员身份加盟北京国安。

## 相关链接
- Soccerway資料庫：柏杨
- 德转中的柏杨 （页面存档备份，存于）